# Josias Moli
Josias Moli (* 19. August 1954) ist ein Politiker und ehemaliger amtierender Präsident von Vanuatu.
Am 29. Juli 2004 wird er als Mitglied der frankophonen „Union des partis modérés“ (UMP) zum Sprecher der Gesetzgebenden Versammlung (Legislative Assembly) und ist als solcher vom 29. Juli 2004 bis zum 16. August 2004 auch amtierender Präsident von Vanuatu. In beiden Ämtern folgte er Roger Tom Abiut. Moli war damit der vierte Präsident von Vanuatu innerhalb von 4 Monaten. Das Amt des Parlamentssprechers verliert er im Dezember 2004.
Josias Moli ist heute einfaches Mitglied des Parlaments.